# Elżbieta Kapusta
Elżbieta Kapusta-Habrowska (ur. 21 listopada 1960 w Stopnicy) – polska lekkoatletka, specjalizująca się w biegach sprinterskich. 

## Kariera
Podczas mistrzostw Europy w 1982 odpadła w eliminacjach biegu na 400 metrów oraz wraz z koleżankami z reprezentacji zajęła siódmą lokatę w sztafecie 4 x 400 metrów. Cztery lata później na mistrzostwach Europy w Stuttgarcie wraz z Ewą Kasprzyk, Genowefą Błaszak i Marzeną Wojdecką zdobyła – po dyskwalifikacji zespołu ZSRR – brązowy medal w biegu rozstawnym 4 x 400 metrów (był to jedyny medal wywalczony przez reprezentantów Polski podczas tych mistrzostw). Reprezentantka kraju w pucharze Europy.
Medalistka mistrzostw Polski seniorów zdobyła indywidualnie w biegu na 400 metrów złoto  Bydgoszcz 1983), dwa srebra (Poznań 1987, Grudziądz 1988) oraz cztery brązowe medale (Poznań 1979, Zabrze 1981, Lublin 1982 oraz Grudziądz 1986). W dorobku ma także jeden tytuł mistrzyni Polski w biegu rozstawnym 4 x 400 metrów, który wywalczyła w barwach Lechii Kielce podczas mistrzostw w 1979 roku w Poznaniu. Stawała na podium halowych mistrzostw Polski seniorów oraz mistrzostw Polski juniorów.
Rekord życiowy w biegu na 400 metrów: 52,16 (21 maja 1984, Lublin).

## Osiągnięcia
| Rok  | Impreza                   | Miejsce   | Konkurencja        | Lokata     | Wynik   |
| ---- | ------------------------- | --------- | ------------------ | ---------- | ------- |
| 1982 | Mistrzostwa Europy        | Ateny     | bieg na 400 m      | eliminacje | 53,83   |
| 1982 | Mistrzostwa Europy        | Ateny     | sztafeta 4 x 400 m | 7. miejsce | 3:29,32 |
| 1983 | Finał A pucharu Europy    | Londyn    | bieg na 400 m      | 8. miejsce | 53,41   |
| 1983 | Finał A pucharu Europy    | Londyn    | sztafeta 4 x 400 m | 7. miejsce | 3:32,60 |
| 1984 | Halowe mistrzostwa Europy | Göteborg  | bieg na 400 m      | półfinał   | 53,97   |
| 1986 | Mistrzostwa Europy        | Stuttgart | sztafeta 4 x 400 m | 3. miejsce | 3:24,65 |
| 1987 | Finał A pucharu Europy    | Praga     | sztafeta 4 x 400 m | 5. miejsce | 3:29,18 |